# TRS-80 Pocket Computer

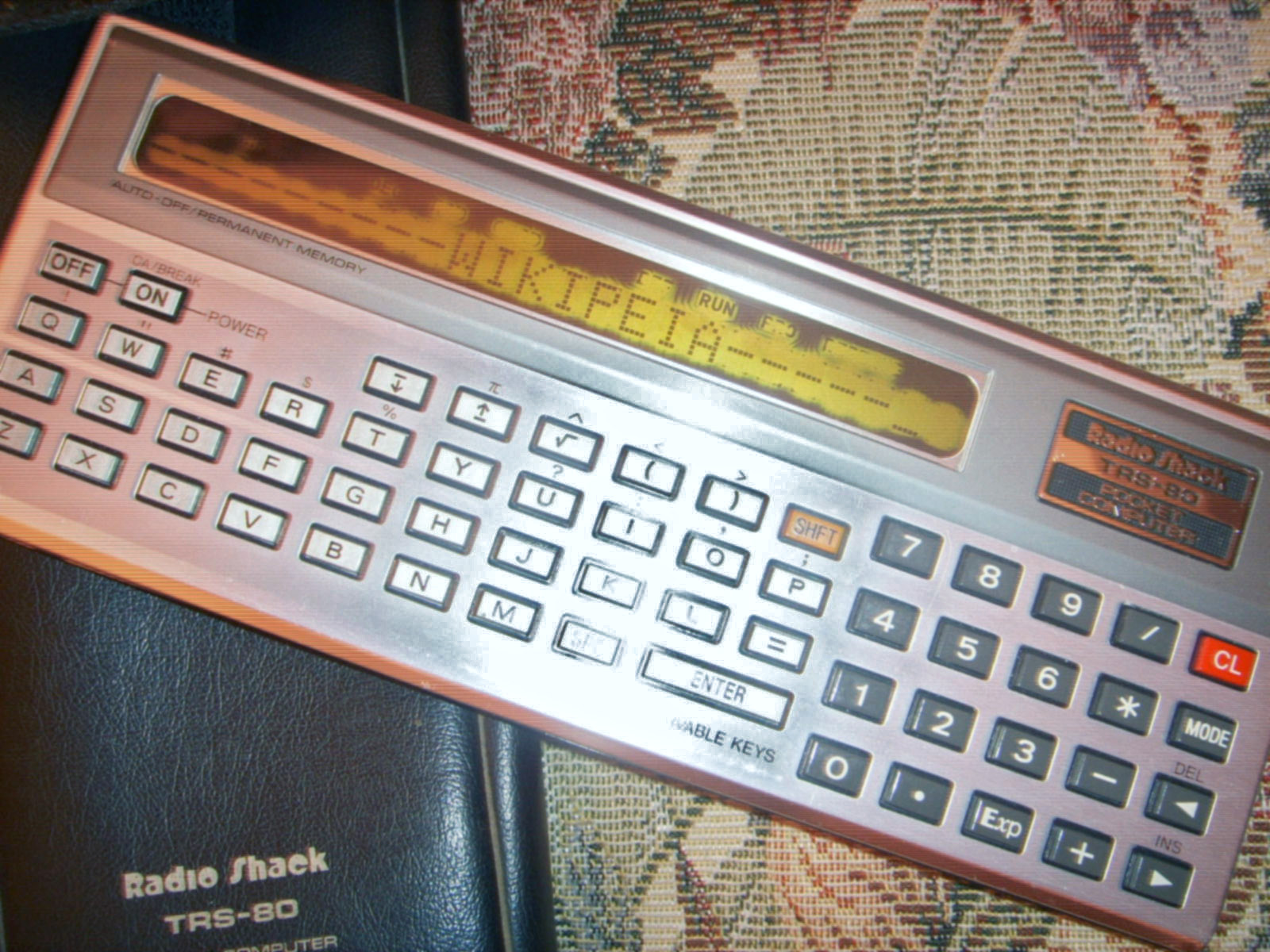
El TRS-80 Pocket Computer.

El TRS-80 Pocket Computer fue un computador de mano comercializado por Tandy y manufacturado por Sharp Corporation. El nombre 'TRS-80' proviene de la serie de microcomputadores TRS-80 de Tandy. La unidad medía 175 × 70 x 15 mm y pesaba 170 g, y tenía una pantalla alfanumérica LCD de 1 línea x 24 caracteres.
El TRS-80 Pocket Computer era programable en el BASIC, con una capacidad de 1424 "pasos de programa". Esta memoria era compartida con el almacenamiento variables de hasta 178 localizaciones, además de las 26 posiciones fijadas nombradas de A a Z.
Los programas y los datos se podían almacenar en una cinta de casete a través de una opcional unidad de interfaz de cinta externa. Estaba disponible una interfaz de impresora/casete, que usaba una cinta entintada sobre papel normal.
Aunque no estuvo etiquetada como tal, posteriormente fue conocía como el PC-1, a medida que modelos posteriores fueron etiquetados desde PC-2 a PC-8. Algunos fueron hechos por Sharp, y el resto fueron hechos por Casio (Desde el PC-4 hasta el PC-7). El PC-2 tenía 4 bolígrafos de colores y podía imprimir o dibujar en papel normal. Todos los otros usaron papel térmico, el PC-3 y el PC-8 usaron la misma impresora, el PC-4, PC-5 y PC-6 usando otra impresora, y el PC-7 no tenía ninguna interfaz de impresora o casete.